# Novembre 2015
Novembre 2015 est le 11e mois de l'année 2015.

## Évènements
- 1er novembre :
  - élections législatives en Azerbaïdjan ;
  - élections législatives en Turquie remportées par le Parti de la justice et du développement.
- 4 novembre :
  - élections législatives au Belize ;
  - Justin Trudeau devient Premier ministre du Canada ;
  - le Premier ministre de Roumanie Victor Ponta démissionne après avoir été impliqué dans un scandale de corruption ;
  - écrasement d'un Antonov An-12 au Soudan du Sud.
- 5 novembre : rupture de barrages de Bento Rodrigues dans le Minas Gerais au Brésil.
- 7 novembre :
  - ouverture du jubilé des 800 ans de l'Ordre dominicain ;
  - à Singapour, première rencontre au sommet entre la république populaire de Chine et Taïwan depuis 1949.
- 8 novembre :
  - élections législatives en Birmanie ;
  - élections législatives en Croatie.
- 12 novembre : un double attentat-suicide fait 40 morts environ à Beyrouth au Liban.
- 13 novembre :
  - en Irak, les peshmergas du GRK et des groupes liés au PKK reprennent la ville de Sinjar à l'État islamique ;
  - série d’attentats en Île-de-France : bilan provisoire de 130 morts et 352 blessés dont 99 en état d'urgence absolue.
- 14 novembre : une rame d'essai TGV déraille à Eckwersheim (Alsace) en France, faisant 11 morts et 42 blessés.
- 15 et 16 novembre : sommet du G20 à Antalya en Turquie.
- 16 novembre : élections législatives aux Îles Marshall.
- 20 novembre : attentat du Radisson Blu de Bamako au Mali.
- 20 novembre au 11 décembre : référendum en Nouvelle-Zélande (1er tour).
- 21 au 23 novembre : seconde phase des élections législatives en Égypte.
- 22 novembre :
  - au second tour de l'élection présidentielle argentine, Mauricio Macri est élu.
  - İsmail Kahraman est élu président de la Grande Assemblée nationale de Turquie dans sa 26e législature.
- 24 novembre :
  - un attentat à Tunis (Tunisie) contre un bus de la garde présidentielle fait 12 morts ;
  - les relations entre Russie et Turquie s'enveniment après qu'un bombardier russe a été abattu par l'armée de l'air turque.
- 26 novembre : au Portugal, le gouvernement d'António Costa succède au gouvernement de Pedro Passos Coelho renversé le 10 novembre.
- 29 novembre : élections législatives au Burkina Faso et élection présidentielle, Roch Marc Christian Kaboré est élu.
- 30 novembre au 12 décembre : conférence de Paris sur le climat (dite COP21).
- 30 novembre, 1er décembre et 2 décembre : deuxième tour de la seconde phase des élections législatives en Égypte.